# HD57767
HD57767 — хімічно пекулярна зоря спектрального класу A1, що має видиму зоряну величину в смузі V приблизно  6,7.
Вона  розташована на відстані близько 285,6 світлових років від Сонця.